# Достук (Кадамжайский район)
Достук (кирг. Достук) — село в Кадамжайском районе Баткенской области Кыргызстана. Входит в состав айылного аймака Майдан.

## География
Село расположено в восточной части области, на берегу Файзабадского канала, вблизи государственной границы с Узбекистаном, на расстоянии приблизительно 11 километров (по прямой) к северо-востоку от города Кадамжай, административного центра района. Абсолютная высота — 809 метров над уровнем моря.

## Население
Согласно оценочным данным Национального статистического комитета Кыргызской Республики, численность населения села на начало 2023 года составляла 1984 человека.
| год     | 2009 | 2014 | 2015 | 2020 | 2021 | 2023 |
| ------- | ---- | ---- | ---- | ---- | ---- | ---- |
| человек | 1007 | 1604 | 1465 | 1812 | 1856 | 1984 |